# F1 Academy
La F1 Academy è un campionato femminile di corse monoposto, fondato dalla Formula 1 nel 2023, con l'obiettivo di integrare le ragazze al mondo del motorsport. La F1 Academy è il secondo campionato esclusivo per donne dopo la W Series. La serie segue i regolamenti della FIA Formula 4.

## Storia
Nel novembre 2022 il Formula One Group controllato da Liberty Media ha annunciato la creazione della F1 Academy, una serie di corse per donne volta a concentrarsi sullo sviluppo e sulla preparazione delle giovani pilote per progredire verso livelli più alti di competizione. La serie è stata creata per facilitare la transizione dal karting alle monoposto. Susie Stoddart Wolff viene nominata managing director della serie, mentre Bruno Michel viene nominato General Manager.
Per le stagioni 2023, 2024 e 2025, hanno aderito cinque team con esperienza nelle formule propedeutiche come la Formula 2 e la Formula 3: la Prema Powerteam, ART Grand Prix, Rodin Motorsport, MP Motorsport e la Campos Racing.
Dalla seconda edizione sono i team di Formula 1 a supportare direttamente un pilota ciascuno, con i cinque piloti restanti supportati da altre aziende, e andando a dare i propri colori alle vetture. Inoltre, vengono introdotti i punti per la Superlicenza FIA: 10 alla vincitrice, 7 alla seconda classificata, 5 alla terza, 3 alla quarta e 1 alla quinta.

### Monoposto
Le vetture utilizzate per la stagione 2023 sono state confermate dalla Formula Uno come il telaio Tatuus F4-T-421, lo stesso utilizzato negli altri campionati di Formula 4 in giro per il mondo. I motori scelti sono i 1,4 L turbocompressi forniti dal Abarth e gestiti da Autotecnica, motori in grado di erogare 165 CV (121 kW), mentre gli pneumatici sono forniti dallo stesso partner della Formula 1, la Pirelli. Inoltre, per facilitare l'iscrizione delle ragazze, la Formula 1 stessa sovvenzionerà una parte del costo per correre, pagando 150.000 euro mentre il restante sarà a spesa del pilota.

### Il format di gara
I team selezionati sono cinque e ognuno potrà portare in pista tre vetture, per un totale di una griglia di quindici piloti. La stagione 2023, la prima della serie, sarà composta da sette round con tre gare ciascuno, per un totale di ventuno gare. Inoltre, a disposizione dei piloti vi sono quindici giorni di test ufficiali. Dalla seconda stagione, il numero degli appuntamenti rimane invariato ma il numero delle gare si riduce a due per weekend, con l'aggiunta delle Wildcard, con le pilote selezionate che guideranno una vettura di Prema Racing, in aggiunta alle già tre presenti, e potranno anche far segnare punti nella Classifica Pilote.

### Sistema di punteggio
Nella stagione inaugurale, i punti venivano assegnati alle prime dieci classificate nelle Gare 1 e 3 della durata di 30 minuti e alle prime otto classificate nella Gara 2 di 20 minuti a griglia invertita. La pole-sitter in ogni Gara 1 e 3 riceveva due punti, e un punto viene assegnato alla pilota che stabiliva il giro più veloce della gara a condizione che il pilota finisca tra i primi dieci. Nessun punto veniva assegnato se il miglior tempo sul giro viene raggiunto da un pilota al di fuori dei primi dieci. Nessun punto extra viene assegnato alla pole-sitter in Gara 2.
Nel 2023 è stato utilizzato il seguente sistema:
| Posizione              | 1° | 2° | 3° | 4° | 5° | 6° | 7° | 8° | 9° | 10° | Pole | GPV |
| ---------------------- | -- | -- | -- | -- | -- | -- | -- | -- | -- | --- | ---- | --- |
| Gara 1 e 3 (30 minuti) | 25 | 18 | 15 | 12 | 10 | 8  | 6  | 4  | 2  | 1   | 2    | 1   |
| Gara 2 (20 minuti)     | 10 | 8  | 6  | 5  | 4  | 3  | 2  | 1  |    |     |      | 1   |

Dal 2024, il sistema di punteggio rimane identico per entrambe le due gare nel corso del weekend, decidendo di adottare il sistema della Formula 1 con l'aggiunta di due punti alla pilota che otterrà la Pole Position. Il punto del giro veloce della gara verrà assegnato ad una pilota tra le prime dieci classificate. Utilizzando il seguente sistema:
| Posizione | 1ª | 2ª | 3ª | 4ª | 5ª | 6ª | 7ª | 8ª | 9ª | 10ª | Pole | Giro veloce |
| Punti     | 25 | 18 | 15 | 12 | 10 | 8  | 6  | 4  | 2  | 1   | 2    | 1           |

### Circuiti
Nella stagione inaugurale, la categoria ha condotto le sue gare a supporto di altre categorie, compresa la Formula 1 nell'ultimo evento della stagione. Il calendario prevedeva 7 weekend di gare per un totale di 21 prove, con il primo appuntamento al Red Bull Ring di Spielberg, in Austria, e la chiusura del campionato al Circuito delle Americhe di Austin, in Texas, come evento a supporto del Gran Premio degli Stati Uniti.
Per la stagione 2024 vengono confermati il Circuito di Barcellona e il Circuito di Zandvoort, con l'inizio del campionato il 7 marzo al Jeddah Corniche Circuit di Gedda, in Arabia Saudita, mentre la fine del campionato è fissato all'8 dicembre al Circuito di Yas Marina di Abu Dhabi, con tutti gli eventi che coincideranno con il calendario di Formula 1.

#### Tabella Circuiti
| Circuito                             | Presenze | Stagioni di utilizzo |
| ------------------------------------ | -------- | -------------------- |
| Circuito di Catalogna, Montmeló      | 2        | 2023-2024            |
| Circuito di Zandvoort, Zandvoort     | 2        | 2023-2024            |
| Red Bull Ring, Spielberg             | 1        | 2023                 |
| Circuito Ricardo Tormo, Cheste       | 1        | 2023                 |
| Autodromo nazionale di Monza, Monza  | 1        | 2023                 |
| Circuito Paul Ricard, Le Castellet   | 1        | 2023                 |
| Circuito delle Americhe, Austin      | 1        | 2023                 |
| Jeddah Corniche Circuit, Gedda       | 1        | 2024                 |
| Miami International Autodrome, Miami | 1        | 2024                 |
| Circuito di Marina Bay, Singapore    | 1        | 2024                 |
| Circuito di Lusail, Doha             | 1        | 2024                 |
| Circuito di Yas Marina, Abu Dhabi    | 1        | 2024                 |

## Albo d'oro
| Stagione | Campionessa  | Seconda     | Terza            | Campione Squadre |
| -------- | ------------ | ----------- | ---------------- | ---------------- |
| 2023     | Marta García | Léna Bühler | Hamda Al Qubaisi | Prema Racing     |
| 2024     | Abbi Pulling | Doriane Pin | Maya Weug        | Prema Racing     |